# コルグ・Volcaシリーズ

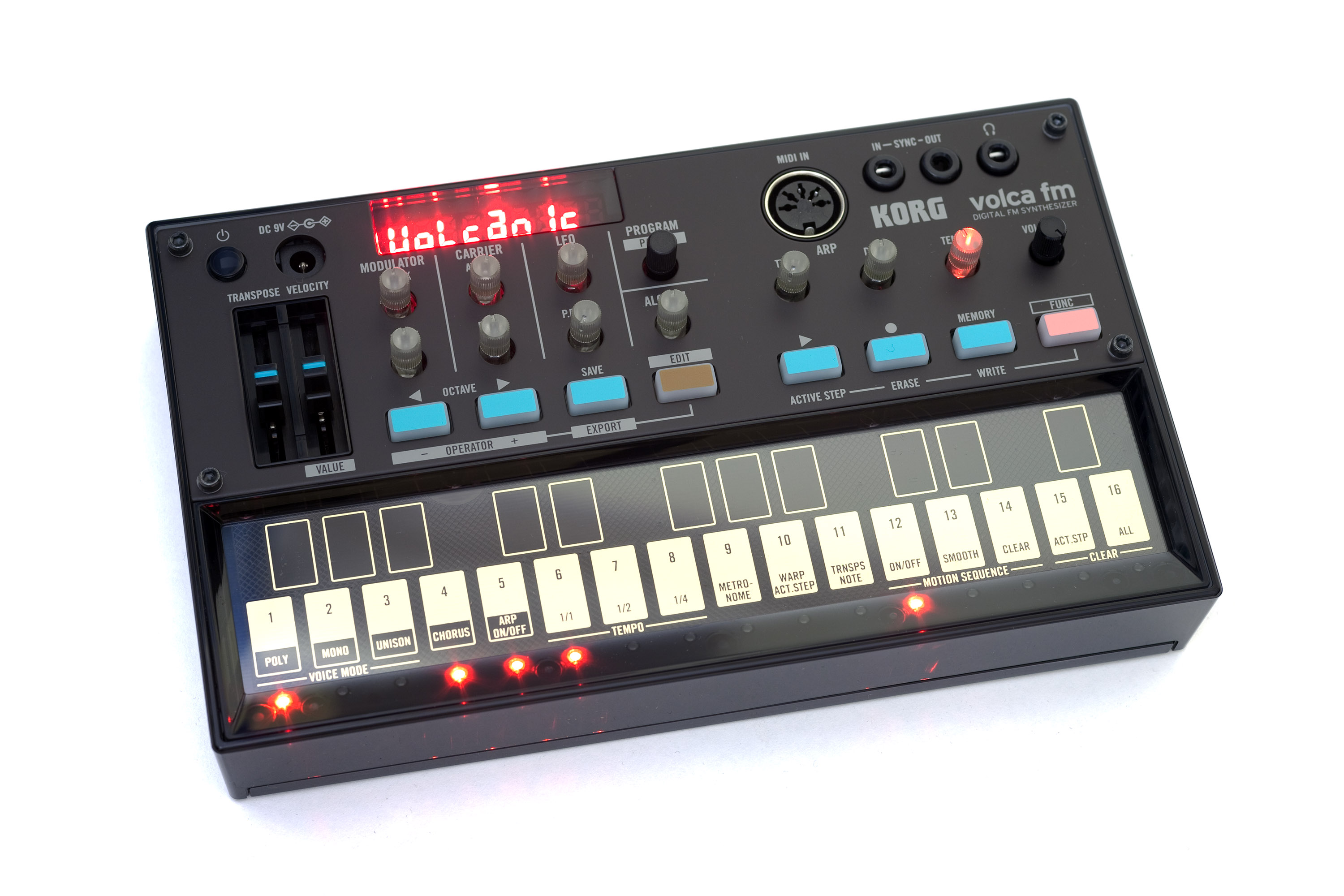
volca fm

volcaとはコルグが販売しているシンセサイザーの型番・商品名。

## 概要
ある種の音色に特化した、自動演奏付きの小型シンセサイザーと周辺機器のラインナップシリーズ。リズムボックスのVolca Beats、アナログベースシンセのVolca Bass、アナログシンセサイザーのVolca Keysで始まり、年を追うごとに2014年にサンプラーのVolca Sample、2016年に3ボイスFMシンセのVolca FMとアナログキックオシレーターのVolca Kick、2018年にミキサーのVolca Mixが、2019年にセミ・モジュラー・タイプのシンセサイザーのvolca modularが、デジタル パーカッションシンセサイザーのvolca drum、真空管「Nutube」を埋め込んだ、ベース・シンセサイザーvolca nubassがそれぞれシリーズに追加されている。

## シリーズ
- volca beats

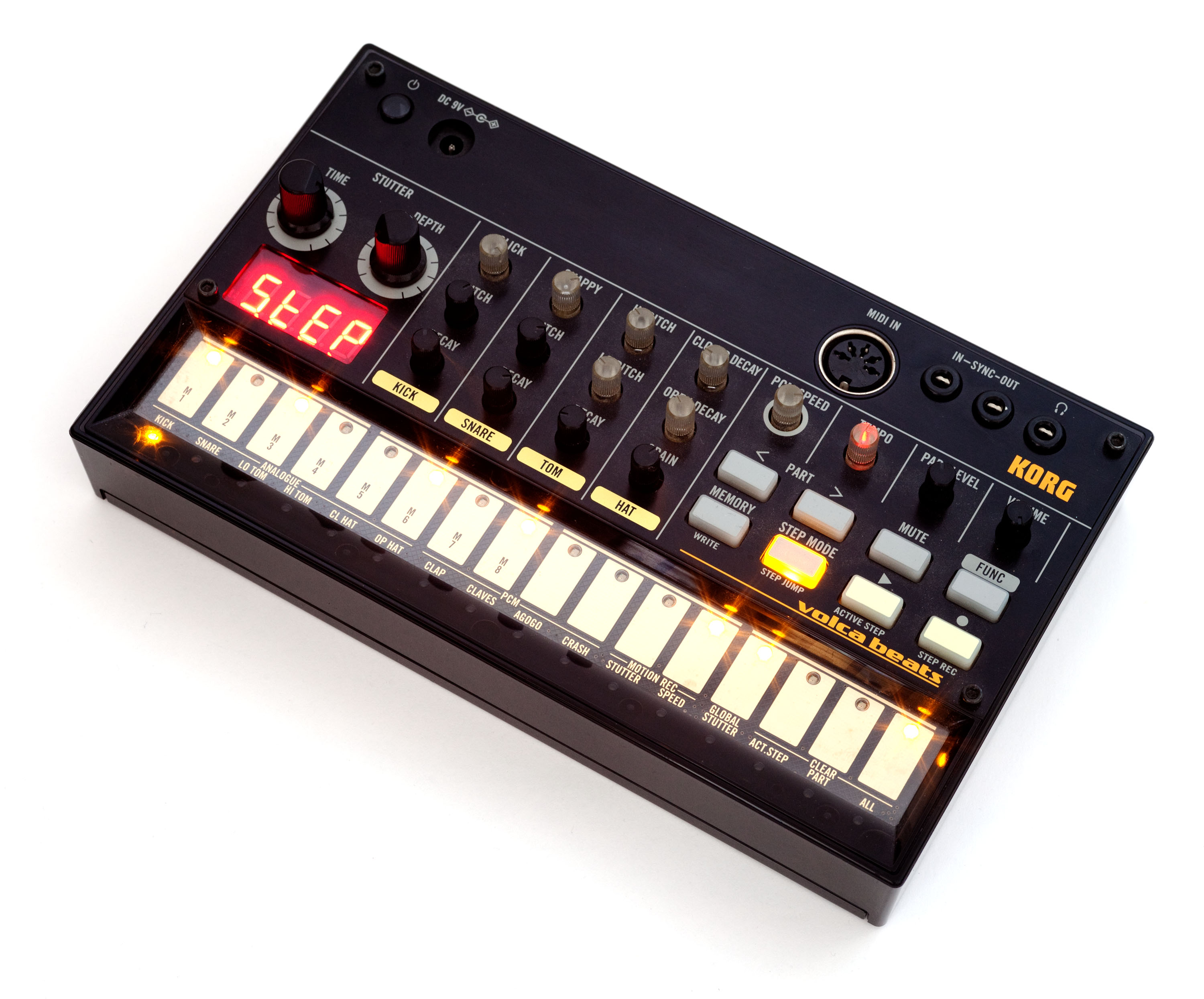
volca beats

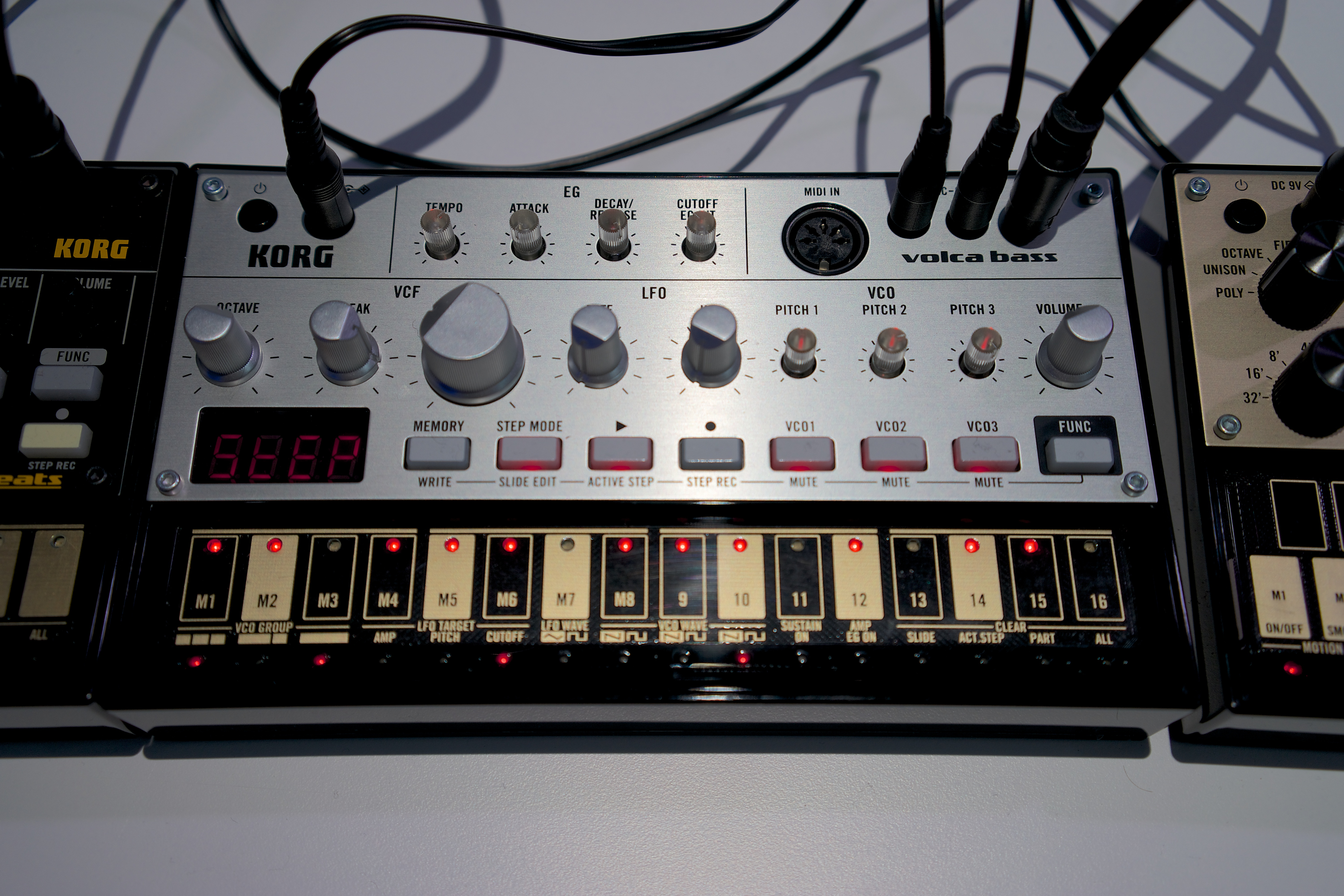
volca bass

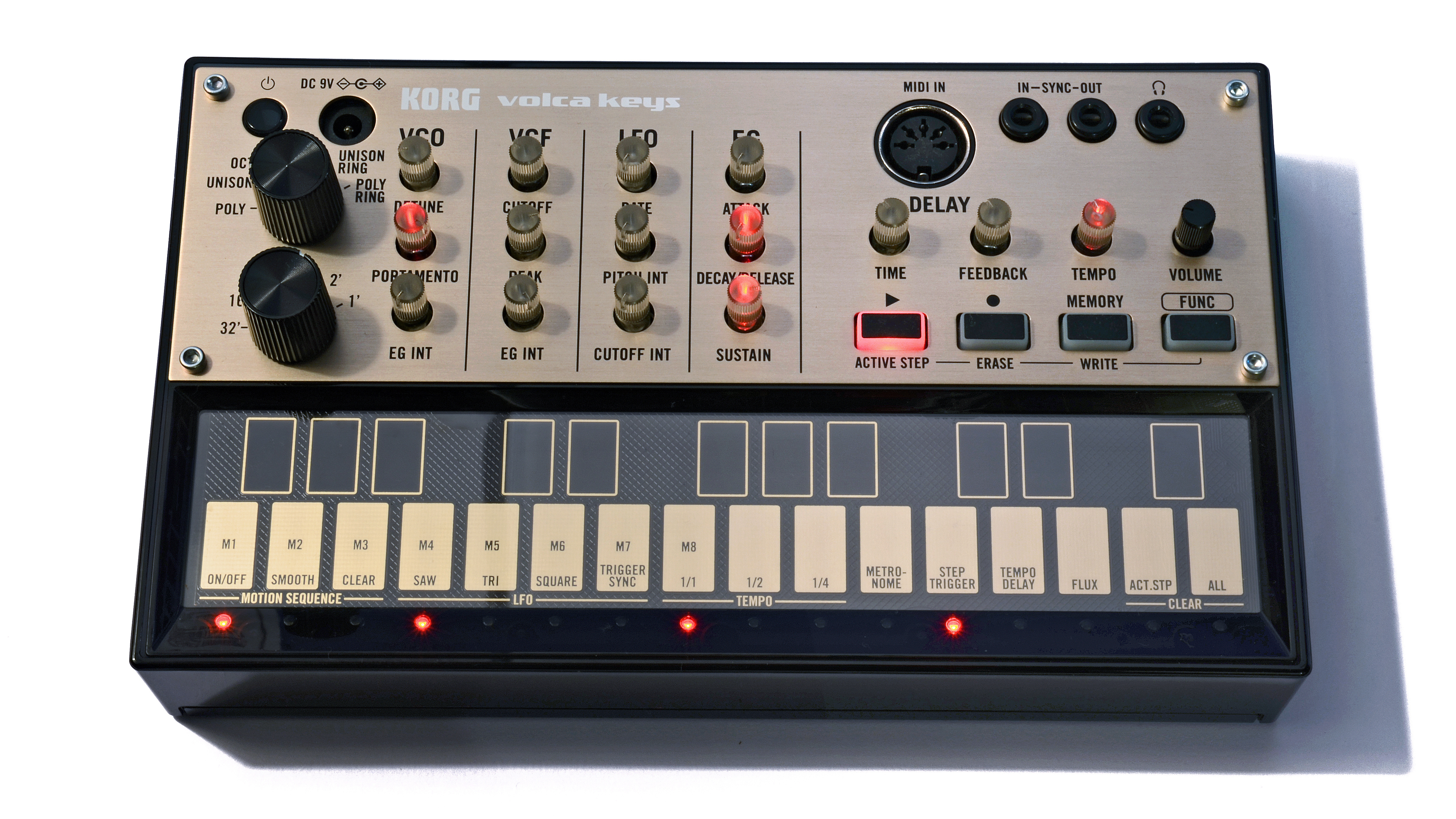
volca keys

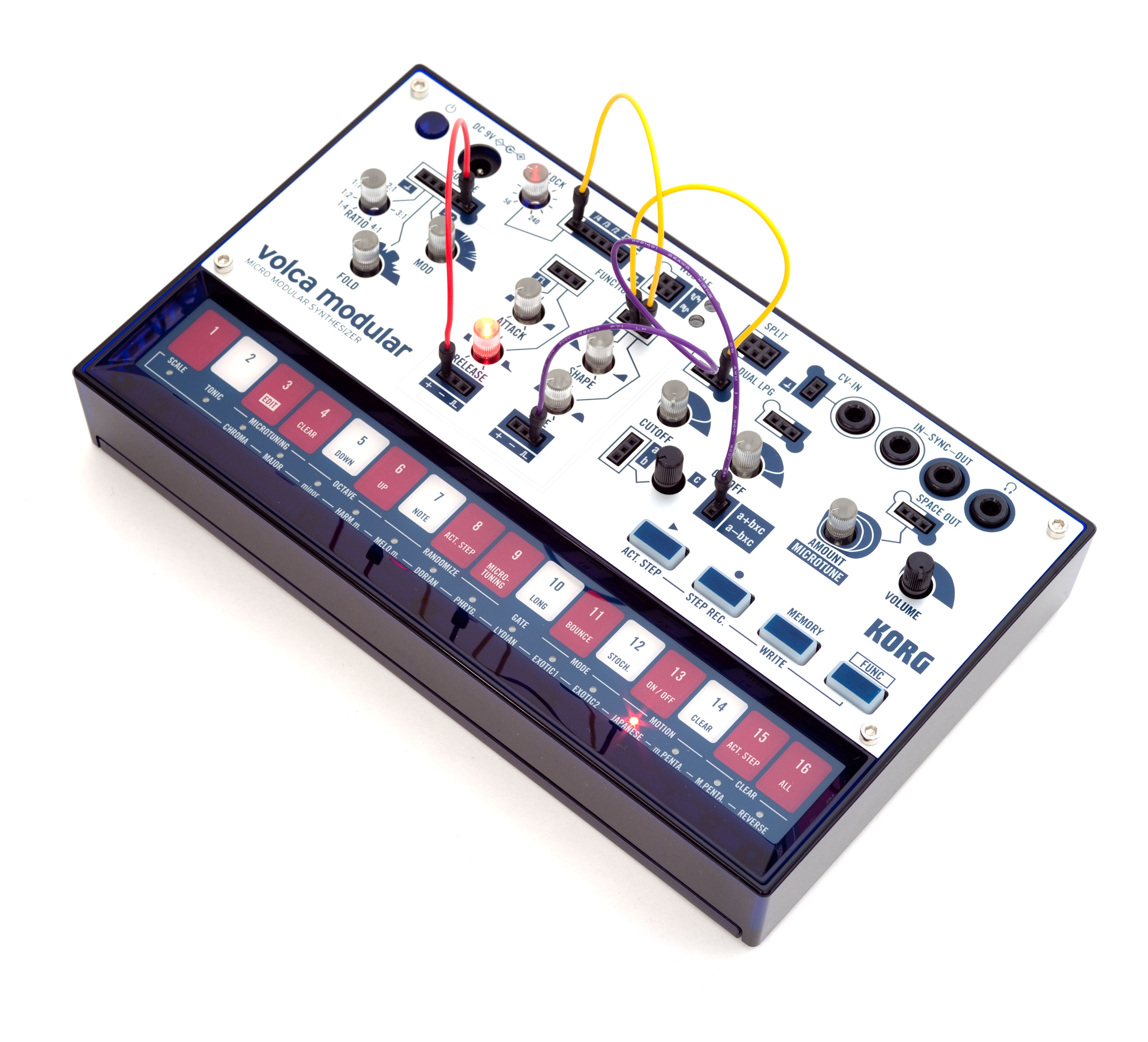
volca modular

2013年6月23日発売。リズムマシンシンセサイザー。
- volca bass

2013年6月23日発売。アナログベースシンセサイザー。
- volca keys

2013年07月13日発売。シンプルな3音ポリフォニック・アナログ・シンセサイザー。
- volca sample

2014年10月25日発売。サンプラーとして使用できるシンセサイザー。
- volca fm

2016年3月27日発売。FM音源の代表的なシンセサイザーのサウンド・エンジンを備えた3ボイスのデジタルFMシンセサイザー。
- volca kick

2016年10月23日発売。アナログキックジェネレーター。
- Volca Mix

2018年2月24日発売。4チャンネル・アナログ・ミキサー。
- volca modular

2019年2月17日発売。アナログ・シンセ・モジュールと、デジタル・エフェクト、シーケンサーで構成されたセミ・モジュラー・タイプのシンセサイザー。
- volca drum

2019年2月17日発売。デジタル パーカッションシンセサイザー。
- volca nubass

2019年7月29日発売。真空管「Nutube」を埋め込んだ、ベース・シンセサイザー。

## 公式サイト
- Korg volca beats
- Korg volca bass
- Korg volca_keys
- Korg volca sample
- Korg volca fm
- Korg  volca kick
- Korg volca mix
- Korg volca modular
- Korg volca drum
- volca nubass